# Ланаи
Ланаи (енгл. Lānaʻi) је острво САД које припада савезној држави Хаваји. Површина острва износи 364 km². Према попису из 2012. на острву је живело 3.102 становника.

## Географија
Највиша тачка острва је на планини Ланаʻихале. Ова неактивна вулканска планина налази се у близини централног дела острва и источно од града Ланаи. Њена највиша тачка је на 1.026 m.
На месту данашњег острва, пре 100.000 година, догодио се колапс вулкана који је изазвао појаву мегацунамија који је преплавио тадашње копно на надморским висинама већим од 300 метара (980 стопа).